# Puerto Portals
Puerto Portals es un puerto deportivo situado en Portals Nous, núcleo urbano perteneciente al municipio de Calviá, Mallorca (España). EL puerto se encuentra a una distancia de nueve kilómetros del centro de Palma de Mallorca. Puerto Portals es reconocido por ser punto de reunión de empresarios, famosos, personajes de la alta sociedad y de los miembros de la familia real española durante sus estancias estivales en el Palacio de Marivent.

## Historia
La concesión como puerto deportivo a Puerto Portals, cuya idea inicial procede de 1932, se materializó en 1981, otorgándose la misma a la familia alemana Graf, propietaria de conocidas marcas de electrodomésticos y griferías, a través de la sociedad Puerto Punta Portals, S.A, inaugurándose la marina en el año 1986.
El título concesional, firmado por el consejo de ministros, se concedió por una duración de 50 años.

## Descripción
La dársena de Puerto Portals está constituida por un dique de abrigo de 880 m de largo y 20 m de ancho y por un contradique de 240 m de largo y 45 m de ancho, abrigando 10,5 ha de agua. Sobre el contradique se sitúa la Torre Capitanía, centro neurálgico del puerto. Adosados al lado abrigado de ambos diques se encuentran sendos muelles, de 575 m y 190 m de longitud respectivamente, aptos para el amarre de embarcaciones. El resto de los puntos de amarre se reparten entre seis pantalanes de hormigón armado de longitudes que oscilan entre los 250 y los 145 m. En total el puerto dispone de 670 puntos de amarre para embarcaciones con esloras que van desde los 8 a los 80 m.
En la zona de tierra, que ocupa una superficie de 8,5 ha., el puerto dispone de números servicios técnicos para las embarcaciones así como varios restaurantes, boutiques, hoteles, etc., Algunos de sus restaurantes, entre los que cabe destacar, Flanigans, Tristán y Tahini están considerados entre los más exclusivos del Mediterráneo.
Los accesos al puerto son rápidos y cómodos desde la Autovía de Poniente, Ma-1, y desde la carretera de Palma a Andrach, Ma-1C.